# Euthycera chaerophylli
Euthycera chaerophylli är en tvåvingeart som först beskrevs av Fabricius 1798.  Euthycera chaerophylli ingår i släktet Euthycera och familjen kärrflugor. Arten är reproducerande i Sverige. Inga underarter finns listade i Catalogue of Life.